# Зоряне (Городнянський район)
Зоряне (хутір Займище) — колишнє село в Україні, Городнянському районі Чернігівської області. Підпорядковувалось Андріївській сільській раді.

## Загальні відомості
Розташовувалося за 3 км на північний схід від Андріївки, на висоті бл.160 м над рівнем моря.
Складалося з єдиної хвилястої вулиці без твердого покриття довжиною бл.350 м. Суцільної забудови не було, окремі садиби розташовувалися у різних частинах вулиці.
Вперше згадане 1859 року як хутір Займище, де було 4 двори і мешкало 16 осіб. У повоєнні роки перейменоване на Зоряне.
Станом на 1985 рік вказане на картах як урочище Зоряне, постійного населення тоді у селі, найімовірніше, не було. 21 січня 1992 року Чернігівська обласна рада зняла село з обліку, оскільки в ньому ніхто не проживає.
Територія села не розорана, колишня вулиця існує як польова дорога. Місцями збереглися залишки садів.